# كارلو إم. كروس
كارلو إم. كروس (بالإنجليزية: Carlo Maria Croce)‏ هو أستاذ جامعي أمريكي، ولد في 17 ديسمبر 1944 في ميلانو في إيطاليا.